# Lasse Boesen
Lasse Motzkus Boesen (ur. 18 września 1979 w Vamdrup) – duński piłkarz ręczny, wielokrotny reprezentant kraju. Gra na pozycji lewego rozgrywającego. Obecnie występuje w Bundeslidze, w drużynie SG Flensburg-Handewitt. W 2008 roku zdobył złoty medal na Mistrzostwach Europy, rozgrywanych w Norwegii.

## Kluby
- -2003  KIF Kolding
- 2003-2006  SDC San Antonio
- 2006-2007  KIF Kolding
- 2007-2008  TBV Lemgo
- 2008-  SG Flensburg-Handewitt

## Sukcesy

### Reprezentacyjne

#### Mistrzostwa Europy
- (2008)
- (2002, 2004, 2006)

#### Mistrzostwa Świata
- (2007)

### Klubowe

#### Mistrzostwa Hiszpanii
- (2005)

#### Puchar EHF
- (2004)

#### Liga Mistrzów
- (2006)